# Ornaisons
Ornaisons  est une commune française située dans le nord-est du département de l'Aude, en région Occitanie.
Sur le plan historique et culturel, la commune fait partie du massif des Corbières, un chaos calcaire formant la transition entre le Massif central et les Pyrénées. Exposée à un climat méditerranéen, elle est drainée par l'Orbieu, l'Aussou, le ruisseau de Fontfroide et par divers autres petits cours d'eau. La commune possède un patrimoine naturel remarquable : un site Natura 2000 (la « vallée de l'Orbieu ») et trois zones naturelles d'intérêt écologique, faunistique et floristique.
Ornaisons est une commune rurale qui compte 1 097 habitants en 2022, après avoir connu une forte hausse de la population depuis 1975. Elle fait partie de l'aire d'attraction de Narbonne. Ses habitants sont appelés les Ornaisonais et Ornaisonaises.
Ornaisons est une commune de plus de 1 000 habitants, avec tous les services : épicerie, café, médecin, garagiste et artisans divers.
Le patrimoine architectural de la commune comprend un immeuble protégé au titre des monuments historiques : le pont des États de Languedoc, inscrit en 1951.

## Géographie
Ornaisons se trouve à 17 kilomètres de Narbonne, à 45 minutes du bord de mer et à 5 minutes de Lézignan-Corbières. Elle est située dans les vignobles des Corbières, dans le Languedoc.

### Communes limitrophes
Les communes limitrophes sont Bizanet, Boutenac, Cruscades, Luc-sur-Orbieu et Névian.
| Cruscades      |           | Névian  |
| Luc-sur-Orbieu | Ornaisons |         |
| Boutenac       |           | Bizanet |

### Hydrographie

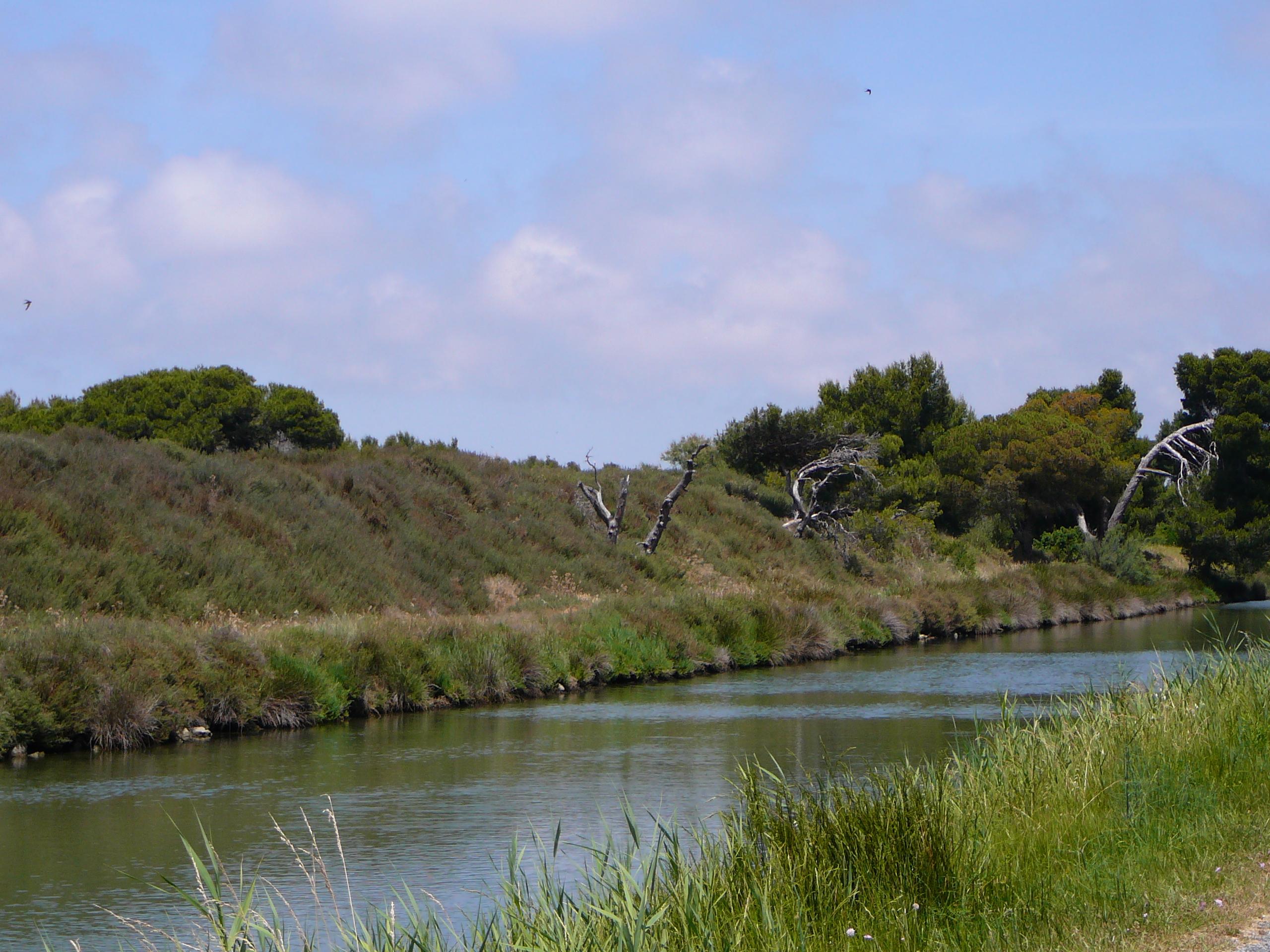
Le canal de la Robine (quelques mètres avant l'entrée de l'île de Sainte-Lucie).

La commune est dans la région hydrographique « Côtiers méditerranéens », au sein du bassin hydrographique Rhône-Méditerranée-Corse. Elle est drainée par l'Orbieu, l'Aussou, le ruisseau de Fontfroide, le ruisseau de Bouquignan, le ruisseau de Marre, le ruisseau de Pré Melou, le ruisseau des Clots, le ruisseau du Monge et le ruisseau du Tourrenc, qui constituent un réseau hydrographique de 14 km de longueur totale,.
L'Orbieu, d'une longueur totale de 84,1 km, prend sa source dans la commune de Fourtou et s'écoule du sud-ouest vers le nord-est. Il traverse la commune et se jette dans l'Aude à Saint-Nazaire-d'Aude, après avoir traversé 22 communes.
L'Aussou, d'une longueur totale de 17,4 km, prend sa source dans la commune de Thézan-des-Corbières et s'écoule vers le nord. Il traverse la commune et se jette dans l'Orbieu sur le territoire communal, après avoir traversé 6 communes.

### Climat
Pour des articles plus généraux, voir Climat de l'Occitanie et Climat de l'Aude.
En 2010, le climat de la commune est de type climat méditerranéen franc, selon une étude s'appuyant sur une série de données couvrant la période 1971-2000. En 2020, Météo-France publie une typologie des climats de la France métropolitaine dans laquelle la commune est exposée à un climat méditerranéen et est dans la région climatique Provence, Languedoc-Roussillon, caractérisée par une pluviométrie faible en été, un très bon ensoleillement (2 600 h/an), un été chaud (21,5 °C), un air très sec en été, sec en toutes saisons, des vents forts (fréquence de 40 à 50 % de vents > 5 m/s) et peu de brouillards.
Pour la période 1971-2000, la température annuelle moyenne est de 14,8 °C, avec une amplitude thermique annuelle de 15,7 °C. Le cumul annuel moyen de précipitations est de 614 mm, avec 6,2 jours de précipitations en janvier et 2,9 jours en juillet. Pour la période 1991-2020, la température moyenne annuelle observée sur la station météorologique la plus proche, située sur la commune de Lézignan-Corbières à 7 km à vol d'oiseau, est de 15,2 °C et le cumul annuel moyen de précipitations est de 678,7 mm,. Pour l'avenir, les paramètres climatiques de la commune estimés pour 2050 selon différents scénarios d’émission de gaz à effet de serre sont consultables sur un site dédié publié par Météo-France en novembre 2022.

### Milieux naturels et biodiversité

#### Réseau Natura 2000

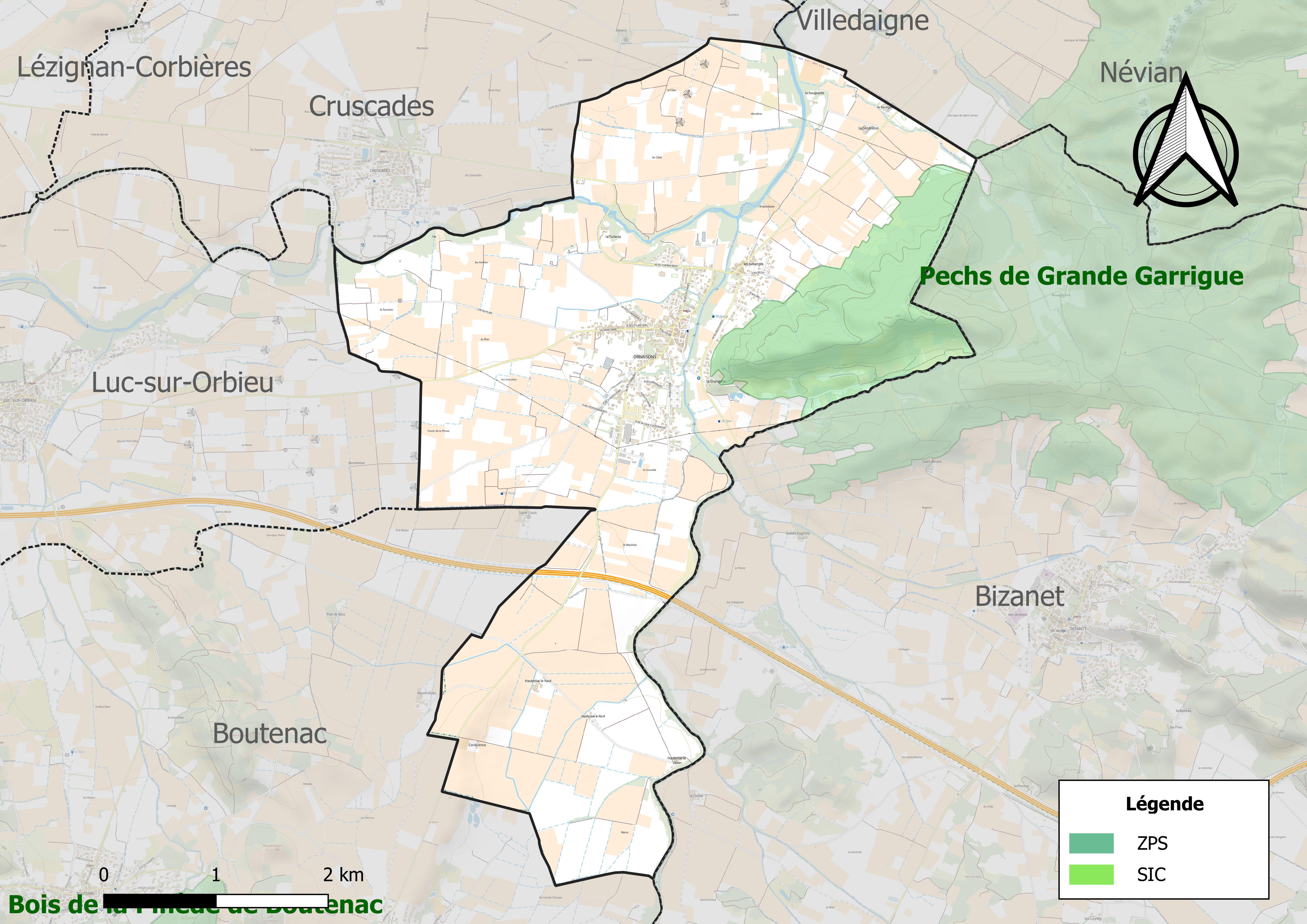
Site Natura 2000 sur le territoire communal.

Le réseau Natura 2000 est un réseau écologique européen de sites naturels d'intérêt écologique élaboré à partir des directives habitats et oiseaux, constitué de zones spéciales de conservation (ZSC) et de zones de protection spéciale (ZPS).
Un site Natura 2000 a été défini sur la commune au titre de la directive habitats : la « vallée de l'Orbieu », d'une superficie de 17 765 ha, servant d'habitat, entre autres, pour le Barbeau méridional et du Desman des Pyrénées en limite nord de répartition.

#### Zones naturelles d'intérêt écologique, faunistique et floristique
L’inventaire des zones naturelles d'intérêt écologique, faunistique et floristique (ZNIEFF) a pour objectif de réaliser une couverture des zones les plus intéressantes sur le plan écologique, essentiellement dans la perspective d’améliorer la connaissance du patrimoine naturel national et de fournir aux différents décideurs un outil d’aide à la prise en compte de l’environnement dans l’aménagement du territoire.
Une ZNIEFF de type 1 est recensée sur la commune :
les « pechs de Grande Garrigue » (991 ha), couvrant 3 communes du département et deux ZNIEFF de type 2, : 
- les « collines narbonnaises » (3 808 ha), couvrant 7 communes du département[18] ;
- la « vallée aval de l'Orbieu » (445 ha), couvrant 12 communes du département[19].

Carte des ZNIEFF de type 1 et 2 à Ornaisons.
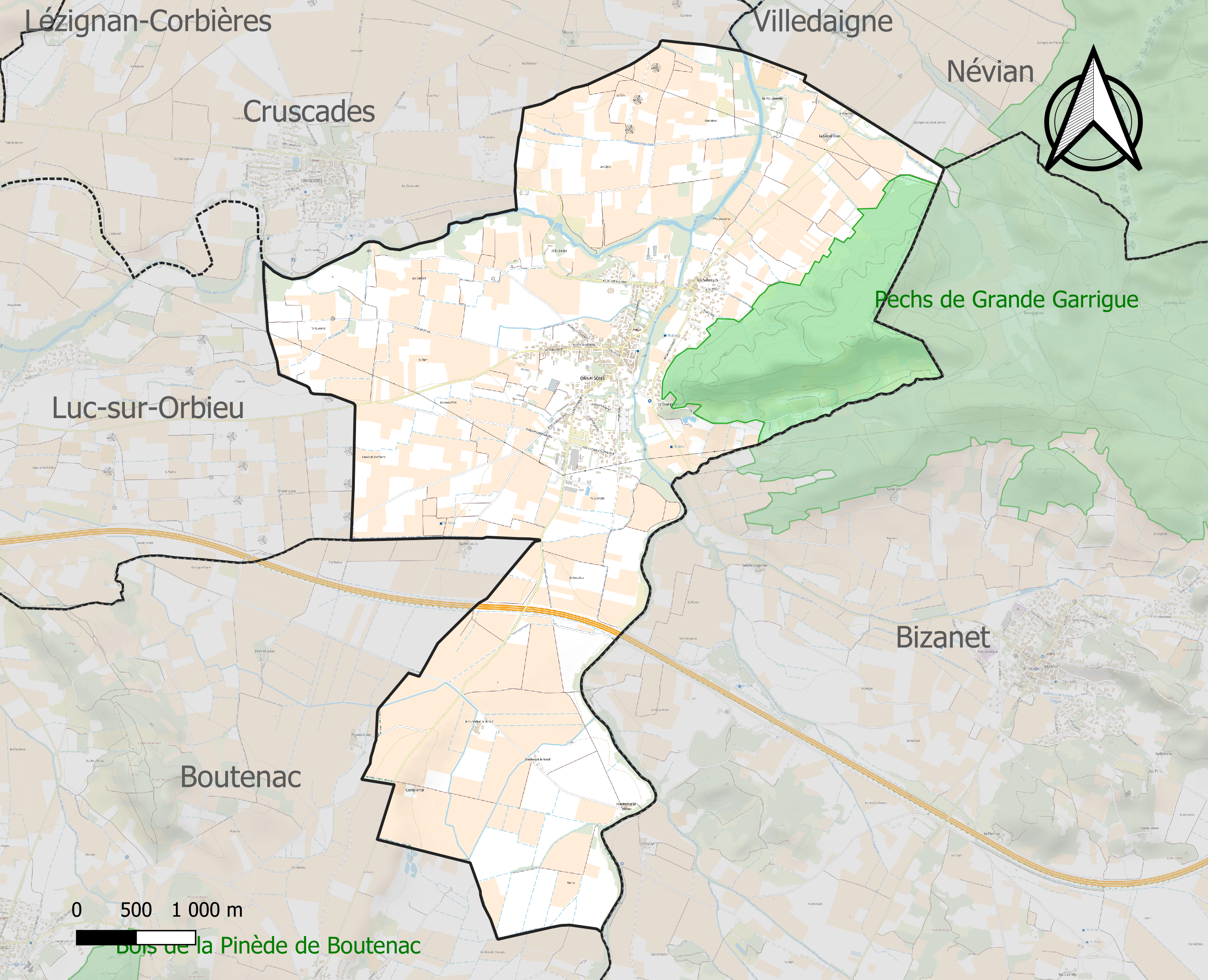
Carte de la ZNIEFF de type 1 sur la commune.
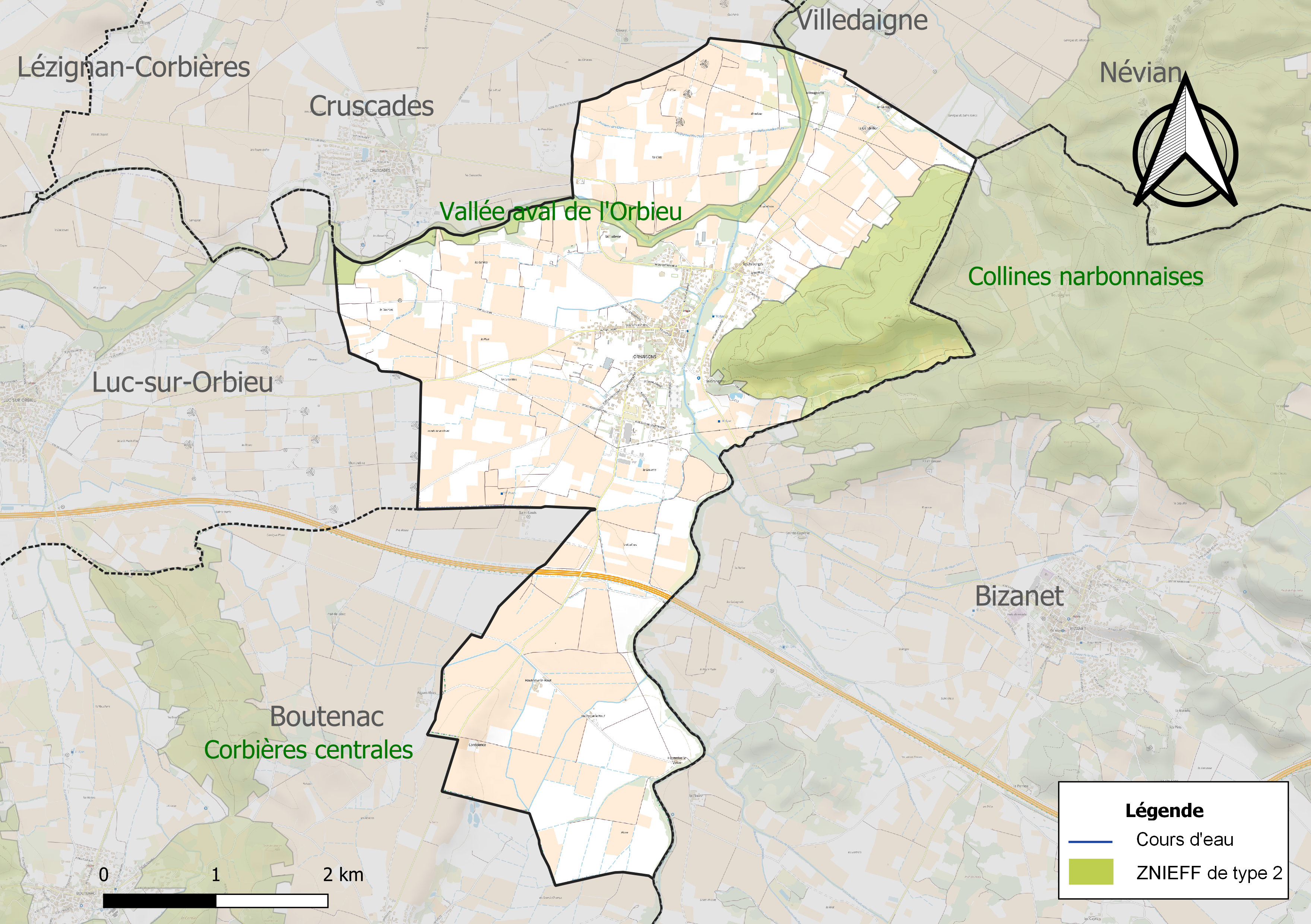
Carte des ZNIEFF de type 2 sur la commune.

## Urbanisme

### Typologie
Au 1er janvier 2024, Ornaisons est catégorisée bourg rural, selon la nouvelle grille communale de densité à 7 niveaux définie par l'Insee en 2022.
Elle est située hors unité urbaine. Par ailleurs la commune fait partie de l'aire d'attraction de Narbonne, dont elle est une commune de la couronne,. Cette aire, qui regroupe 71 communes, est catégorisée dans les aires de 50 000 à moins de 200 000 habitants,.

### Occupation des sols
L'occupation des sols de la commune, telle qu'elle ressort de la base de données européenne d’occupation biophysique des sols Corine Land Cover (CLC), est marquée par l'importance des territoires agricoles (84,8 % en 2018), une proportion sensiblement équivalente à celle de 1990 (85,1 %). La répartition détaillée en 2018 est la suivante : 
cultures permanentes (76,2 %), zones agricoles hétérogènes (8,6 %), forêts (8,6 %), zones urbanisées (6,7 %). L'évolution de l’occupation des sols de la commune et de ses infrastructures peut être observée sur les différentes représentations cartographiques du territoire : la carte de Cassini (XVIIIe siècle), la carte d'état-major (1820-1866) et les cartes ou photos aériennes de l'IGN pour la période actuelle (1950 à aujourd'hui).

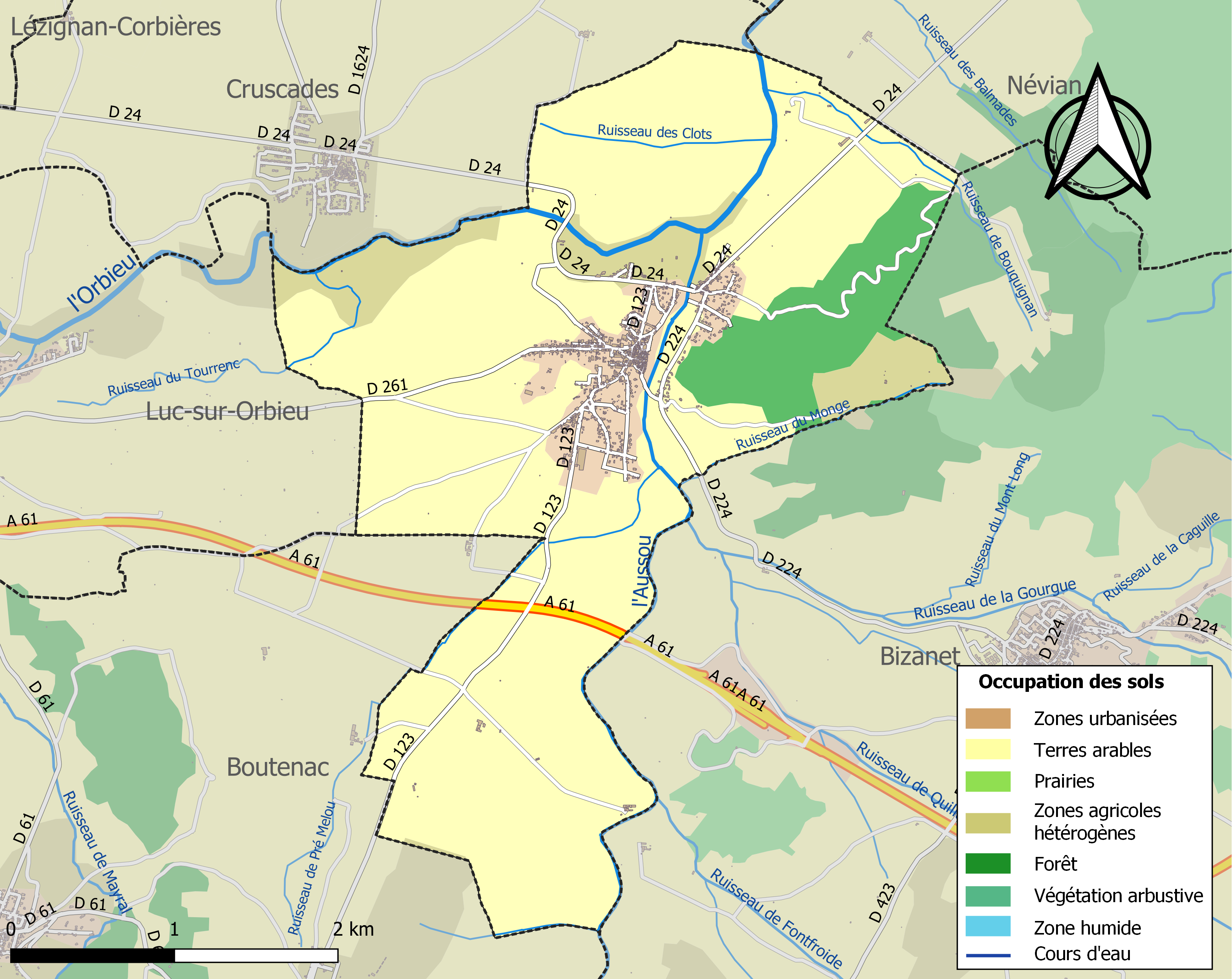
Carte des infrastructures et de l'occupation des sols de la commune en 2018 (CLC).

### Risques majeurs
Le territoire de la commune d'Ornaisons est vulnérable à différents aléas naturels : météorologiques (tempête, orage, neige, grand froid, canicule ou sécheresse), inondations, feux de forêts et séisme (sismicité faible). Il est également exposé à un risque technologique, le transport de matières dangereuses. Un site publié par le BRGM permet d'évaluer simplement et rapidement les risques d'un bien localisé soit par son adresse soit par le numéro de sa parcelle.

#### Risques naturels
Certaines parties du territoire communal sont susceptibles d’être affectées par le risque d’inondation par débordement de cours d'eau, notamment l'Orbieu et l'Aussou. La commune a été reconnue en état de catastrophe naturelle au titre des dommages causés par les inondations et coulées de boue survenues en 1982, 1987, 1992, 1994, 1996, 1999, 2005, 2006, 2009, 2013, 2014, 2017 et 2018,.

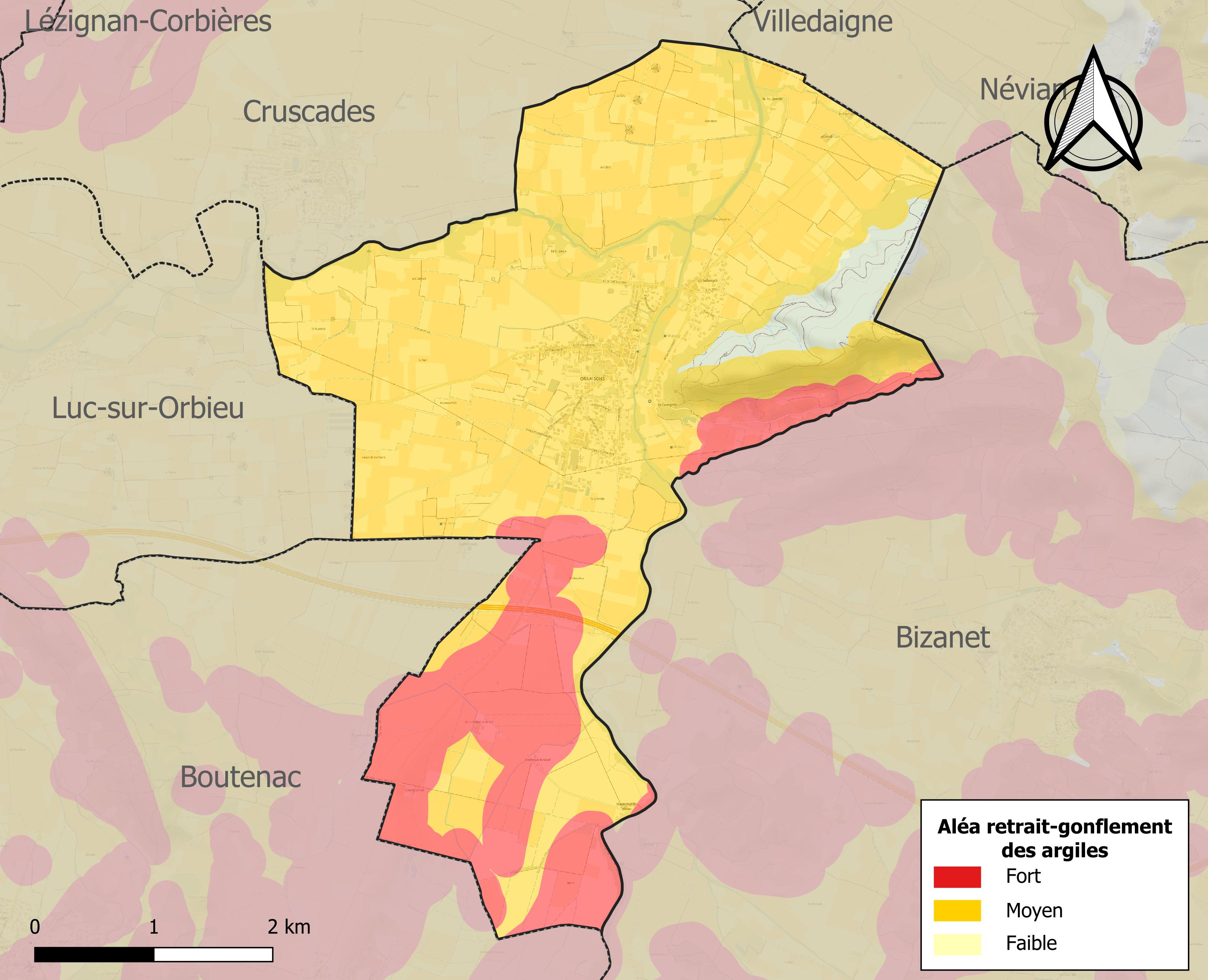
Carte des zones d'aléa retrait-gonflement des sols argileux d'Ornaisons.

Le retrait-gonflement des sols argileux est susceptible d'engendrer des dommages importants aux bâtiments en cas d’alternance de périodes de sécheresse et de pluie. 96,2 % de la superficie communale est en aléa moyen ou fort (75,2 % au niveau départemental et 48,5 % au niveau national). Sur les 629 bâtiments dénombrés sur la commune en 2019, 629 sont en aléa moyen ou fort, soit 100 %, à comparer aux 94 % au niveau départemental et 54 % au niveau national. Une cartographie de l'exposition du territoire national au retrait gonflement des sols argileux est disponible sur le site du BRGM,.

#### Risques technologiques
Le risque de transport de matières dangereuses sur la commune est lié à sa traversée par une route à fort trafic. Un accident se produisant sur une telle infrastructure est en effet susceptible d’avoir des effets graves au bâti ou aux personnes jusqu’à 350 m, selon la nature du matériau transporté. Des dispositions d’urbanisme peuvent être préconisées en conséquence.

## Toponymie
Plusieurs hypothèses ont été émises : la première est qu'Ornaisons a une origine antroponymique et signifierait "domaine d'Ornatius" mais elle est démentie par la phonétique historique. La seconde propose de voir dans Ornaisons un pluriel du latin ornatio (ornement), en référence possible à l'imposante villa de Consentius, sise sur l'ager octavianus et décrite par Sidoine Apollinaire au Ve siècle.

## Politique et administration

### Liste des maires
| Période                                  | Période                     | Identité        | Étiquette | Qualité |
| ---------------------------------------- | --------------------------- | --------------- | --------- | ------- |
| Les données manquantes sont à compléter. |                             |                 |           |         |
| 1900                                     | 1908                        | Daniel Laur     |           |         |
| 1908                                     | 1919                        | Emile Pauc      |           |         |
| 1919                                     | 1934                        | Paul Bouissou   |           |         |
| 1934                                     | 1944                        | Alphonse Malet  |           |         |
| 1944                                     | 1969                        | Germain Doumerc |           |         |
| 1969                                     | 1976                        | Célestin Barbe  |           |         |
| 1976                                     | mars 2014                   | Jackie Casty    | PS        |         |
| mars 2014                                | En cours (au 30 avril 2014) | Gilles Casty    | PS        |         |

## Population et société

### Démographie
| 1793 | 1800 | 1806 | 1821 | 1831 | 1836 | 1841 | 1846 | 1851 |
| ---- | ---- | ---- | ---- | ---- | ---- | ---- | ---- | ---- |
| 284  | 350  | 361  | 386  | 553  | 671  | 707  | 841  | 812  |

| 1856 | 1861 | 1866  | 1872  | 1876  | 1881  | 1886  | 1891  | 1896  |
| ---- | ---- | ----- | ----- | ----- | ----- | ----- | ----- | ----- |
| 865  | 968  | 1 108 | 1 066 | 1 258 | 1 454 | 1 575 | 1 534 | 1 355 |

| 1901  | 1906  | 1911  | 1921  | 1926  | 1931  | 1936  | 1946 | 1954 |
| ----- | ----- | ----- | ----- | ----- | ----- | ----- | ---- | ---- |
| 1 440 | 1 417 | 1 305 | 1 197 | 1 119 | 1 107 | 1 092 | 980  | 977  |

| 1962 | 1968 | 1975 | 1982 | 1990 | 1999 | 2004  | 2006  | 2009  |
| ---- | ---- | ---- | ---- | ---- | ---- | ----- | ----- | ----- |
| 962  | 929  | 902  | 903  | 943  | 951  | 1 111 | 1 157 | 1 226 |

| 2014  | 2019  | 2022  | - | - | - | - | - | - |
| ----- | ----- | ----- | - | - | - | - | - | - |
| 1 187 | 1 127 | 1 097 | - | - | - | - | - | - |

### Enseignement
École maternelle et élémentaire publique ; 106 Élèves (2016-2017). Place Jean-Moulin 11200 Ornaisons

### Santé
- Un docteur : T. Sanchez (le 1er docteur s'est installé au village dans les années 1940).
- Un pharmacien : Gandon (le 1er pharmacien s'est installé en 1945).
- Un dentiste : M. Créac'h (1er dentiste en 1962).
- Cabinet kinésithérapeute : A. Laita (1er kiné en 1979).
- Cabinet d'infirmières.

### Sports
La commune possède un stade, celui de la Bézarde. On y pratique le  jeu à XIII. Concernant ce sport, il faut également noter que l'école de jeu à XIII de la commune reçoit le XIII d'or en 2019 dans la catégorie « École de rugby de l'année ».
L’Ornaisonnaise, trail. Course à pied, avec 3 courses proposées :
- Course nature 11 km ;
- Marche nordique 10 km ;
- Course enfants.

Les équipements mis à disposition sont :
- un stade ;
- un court de tennis ;
- deux boulodromes ;
- un terrain multi-sports ;
- un jardin d'enfants ;
- pour les coureurs et les marcheurs un parcours vita pour découvrir le Pech.

## Économie

### Revenus
En 2018  (données Insee publiées en septembre 2021), la commune compte 507 ménages fiscaux, regroupant 1 095 personnes. La médiane du revenu disponible par unité de consommation est de 19 690 € (19 240 € dans le département).

### Emploi
| Division       | 2008   | 2013   | 2018   |
| -------------- | ------ | ------ | ------ |
| Commune        | 10,3 % | 11,2 % | 10,5 % |
| Département    | 10,2 % | 12,8 % | 12,6 % |
| France entière | 8,3 %  | 10 %   | 10 %   |

En 2018, la population âgée de 15 à 64 ans s'élève à 651 personnes, parmi lesquelles on compte 76,7 % d'actifs (66,2 % ayant un emploi et 10,5 % de chômeurs) et 23,3 % d'inactifs,. En  2018, le taux de chômage communal (au sens du recensement) des 15-64 ans est inférieur à celui du département, mais supérieur à celui de la France, alors qu'en 2008 il était supérieur à celui du département.
La commune fait partie de la couronne de l'aire d'attraction de Narbonne, du fait qu'au moins 15 % des actifs travaillent dans le pôle,. Elle compte 198 emplois en 2018, contre 200 en 2013 et 199 en 2008. Le nombre d'actifs ayant un emploi résidant dans la commune est de 438, soit un indicateur de concentration d'emploi de 45,2 % et un taux d'activité parmi les 15 ans ou plus de 53,2 %.
Sur ces 438 actifs de 15 ans ou plus ayant un emploi, 114 travaillent dans la commune, soit 26 % des habitants. Pour se rendre au travail, 87,1 % des habitants utilisent un véhicule personnel ou de fonction à quatre roues, 1,9 % les transports en commun, 7,2 % s'y rendent en deux-roues, à vélo ou à pied et 3,7 % n'ont pas besoin de transport (travail au domicile).

### Activités hors agriculture

#### Secteurs d'activités
83 établissements sont implantés  à Ornaisons au 31 décembre 2019. Le tableau ci-dessous en détaille le nombre par secteur d'activité et compare les ratios avec ceux du département,.
| Secteur d'activité                                                                                        | Commune | Commune | Département |
| Secteur d'activité                                                                                        | Nombre  | %       | %           |
| --- | ------- | ------- | ----------- |
| Ensemble                                                                                                  | 83      |         |             |
| Industrie manufacturière, industries extractives et autres                                                | 10      | 12 %    | (8,8 %)     |
| Construction                                                                                              | 18      | 21,7 %  | (14 %)      |
| Commerce de gros et de détail, transports, hébergement et restauration                                    | 24      | 28,9 %  | (32,3 %)    |
| Information et communication                                                                              | 1       | 1,2 %   | (1,6 %)     |
| Activités immobilières                                                                                    | 1       | 1,2 %   | (5,2 %)     |
| Activités spécialisées, scientifiques et techniques et activités de services administratifs et de soutien | 5       | 6 %     | (13,3 %)    |
| Administration publique, enseignement, santé humaine et action sociale                                    | 13      | 15,7 %  | (13,2 %)    |
| Autres activités de services                                                                              | 11      | 13,3 %  | (8,8 %)     |

Le secteur du commerce de gros et de détail, des transports, de l'hébergement et de la restauration est prépondérant sur la commune puisqu'il représente 28,9 % du nombre total d'établissements de la commune (24 sur les 83 entreprises implantées  à Ornaisons), contre 32,3 % au niveau départemental.

#### Entreprises
Les deux entreprises ayant leur siège social sur le territoire communal qui génèrent le plus de chiffre d'affaires en 2020 sont : 
- Les Jardins D'orphee, construction d'autres ouvrages de génie civil n.c.a. (510 k€)
- Asanoha, activités de santé humaine non classées ailleurs (92 k€)

L'économie du village au cours du siècle.
- La platrière : Dès le XVIIe siècle on trouve trace des platrières à Ornaisons. Exploitation prospère, elle a attiré au village une main-d'œuvre importante. Concurrencée par les producteurs extérieurs et après un sursaut pendant la Deuxième Guerre elle a fermé définitivement en 1947.
- La tuilerie : Existant déjà au XVIe siècle, elle a prospéré pendant une longue période, puis a dû fermer pour les mêmes raisons.
- Les lavandières : Il y a bien longtemps qu'on n'entend plus leur battoir sur le lingue au lavoir. Les lavandières d'Ornaisons faisaient le linge pour les familles riches des environs, aussi loin que Narbonne.

Aujourd'hui, plusieurs professionnels se sont installés dans le village. Il y a évidemment les viticulteurs (7 vignerons indépendants et une cave coopérative) et producteurs : une distillerie coopérative et une brasserie artisanale. Plusieurs producteurs de fruits et légumes.
Les artisans sont divers : carreleur, électricien, climatisation, ferronnerie, serrurerie, maçonnerie, menuiserie, plaquiste, plomberie, chauffagiste, terrassement, peinture, taxis, mécanique automobile, etc.
Un hôtel et plusieurs gîtes et chambres d'hôtes se situent dans le village, attirant des nombreux touristes.
Deux cafés accueillent les villageois.
En 2016 une brasserie artisanale s'est installée dans la commune.

### Agriculture
La commune est dans la « Région viticole » de l'Aude, une petite région agricole occupant une grande partie centrale du département, également dénommée localement « Corbeilles Minervois et Carcasses-Limouxin ». En 2020, l'orientation technico-économique de l'agriculture  sur la commune est la viticulture.
|               | 1988 | 2000 | 2010 | 2020 |
| ------------- | ---- | ---- | ---- | ---- |
| Exploitations | 102  | 61   | 34   | 35   |
| SAU (ha)      | 879  | 660  | 481  | 542  |

Le nombre d'exploitations agricoles en activité et ayant leur siège dans la commune est passé de 102 lors du recensement agricole de 1988  à 61 en 2000 puis à 34 en 2010 et enfin à 35 en 2020, soit une baisse de 66 % en 32 ans. Le même mouvement est observé à l'échelle du département qui a perdu pendant cette période 60 % de ses exploitations,. La surface agricole utilisée sur la commune a également diminué, passant de 879 ha en 1988 à 542 ha en 2020. Parallèlement la surface agricole utilisée moyenne par exploitation a augmenté, passant de 9 à 15 ha.

## Culture locale et patrimoine

### Lieux et monuments
- Le pont des États de Languedoc bâti entre 1746 et 1752 sur l'Orbieu (sur la route de Cruscades), monument historique inscrit en 1951. (Notice no PA00102843, sur la plateforme ouverte du patrimoine, base Mérimée, ministère français de la Culture).
Le pont et ses abords sont inscrits au titre des sites naturels depuis 1943[41].
- Église Saint-Saturnin d'Ornaisons.
- Lavoirs, fontaines diverses.

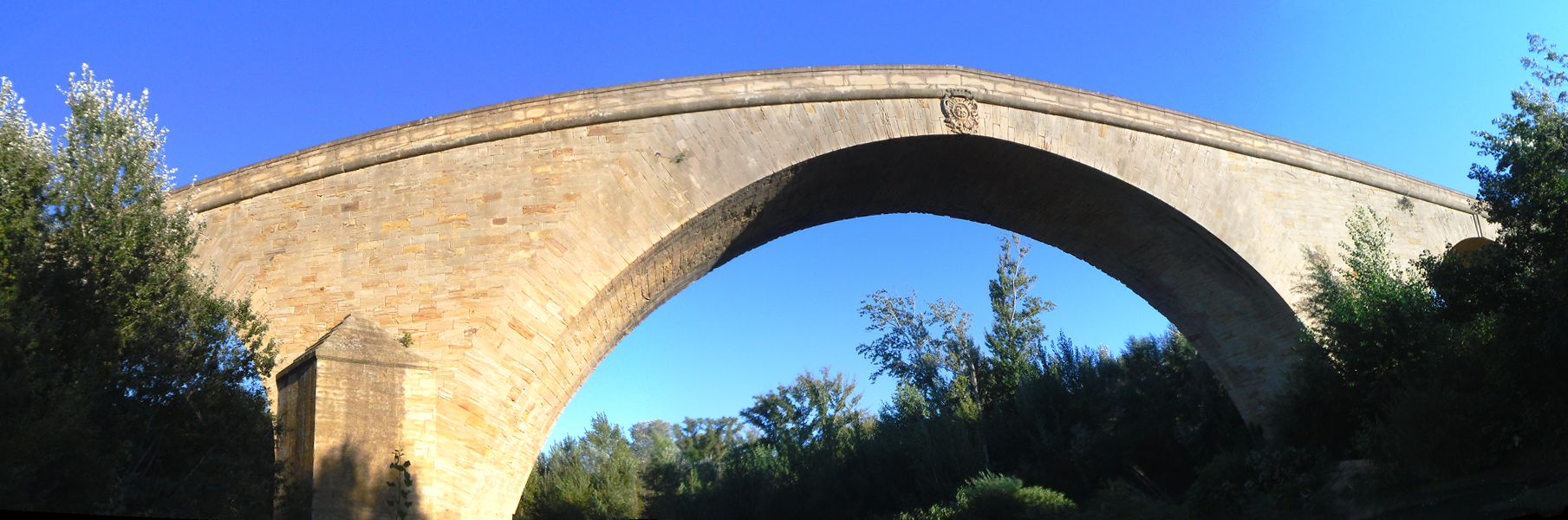
Pont des États du Languedoc.
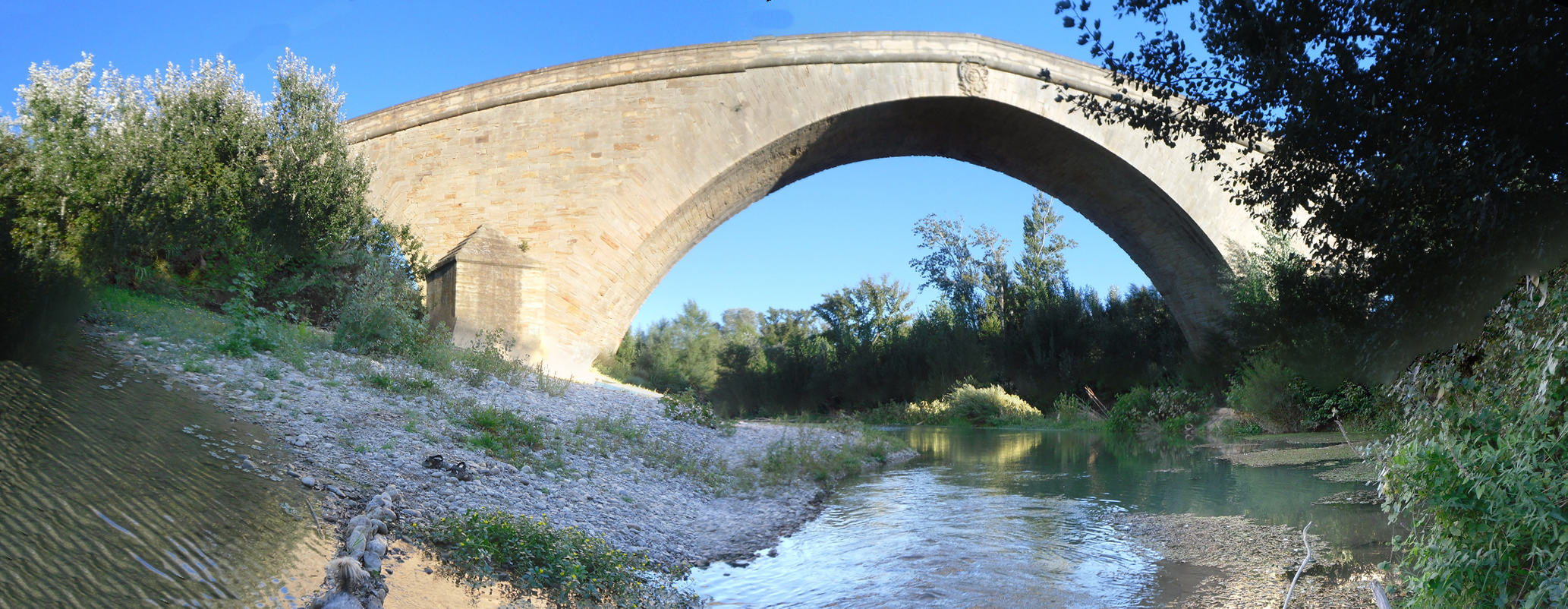
Pont des États du Languedoc.
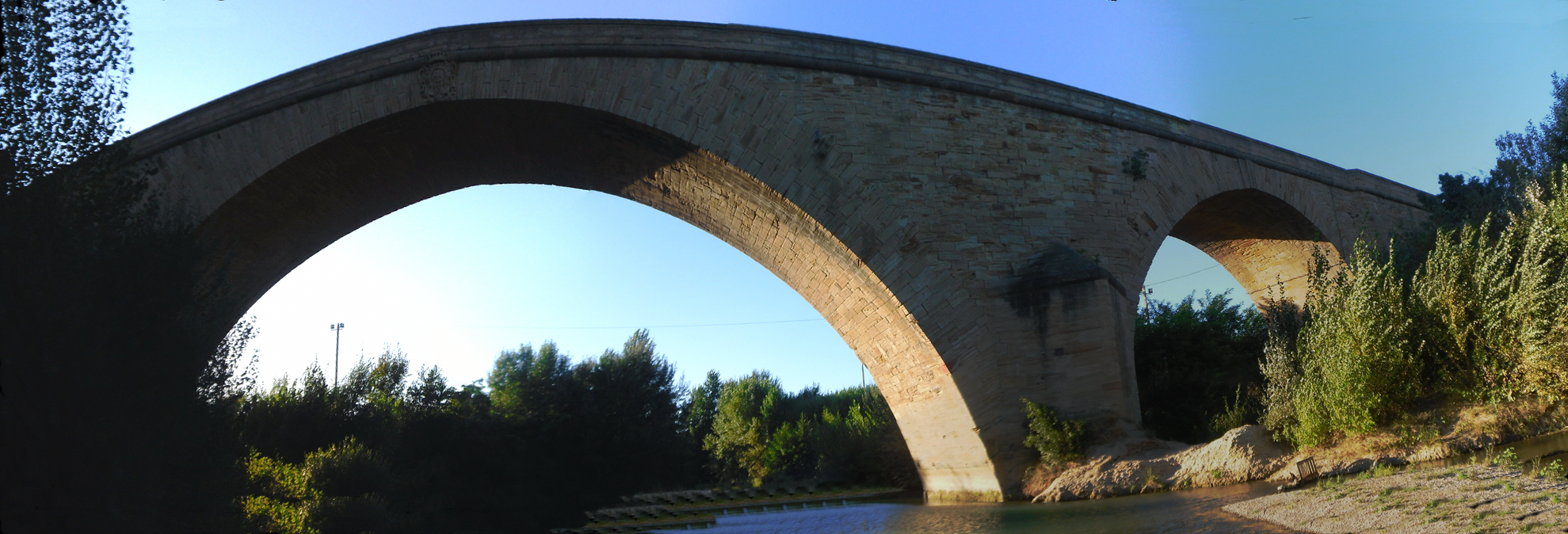
Pont des États du Languedoc.
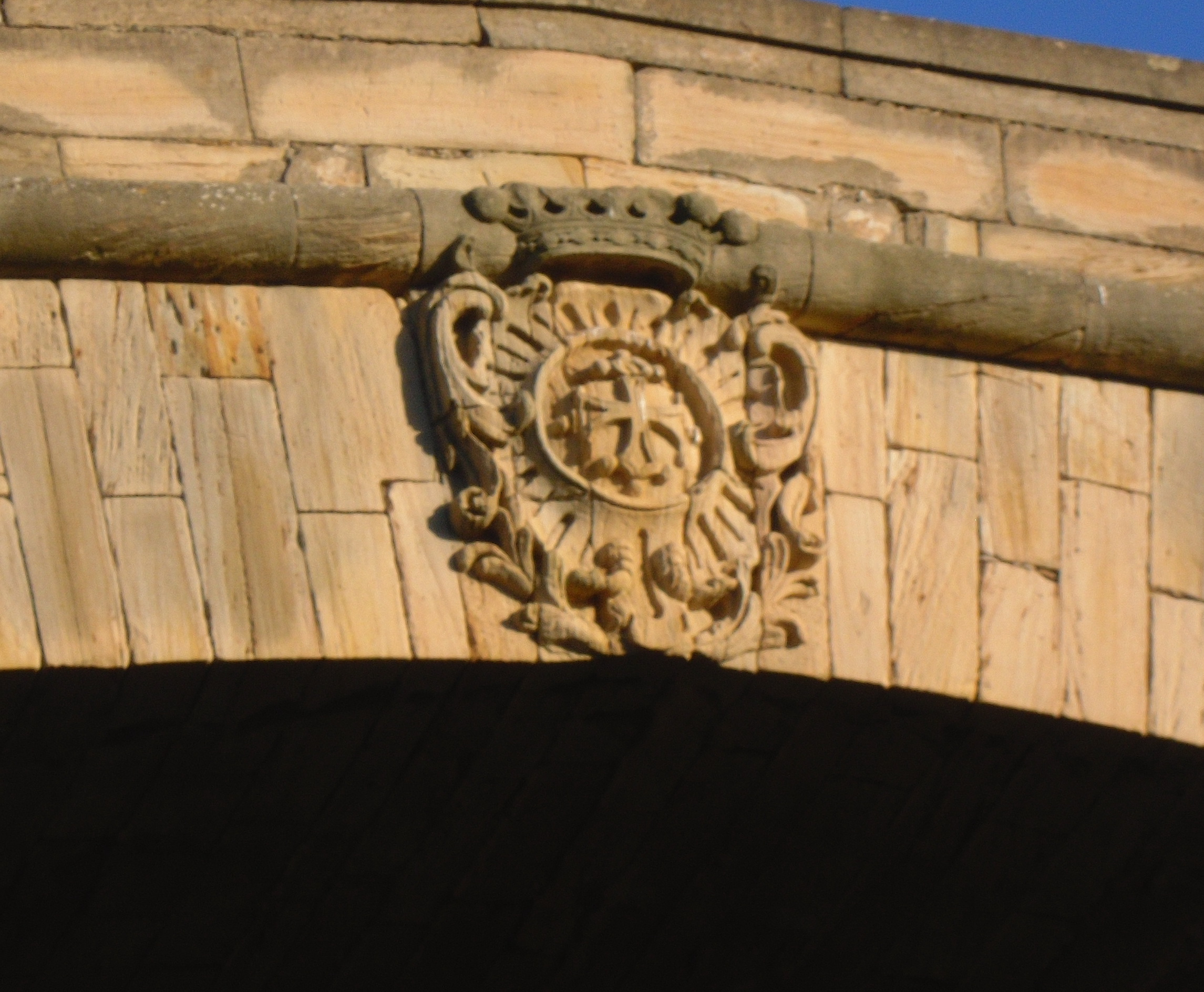
Pont des États du Languedoc.
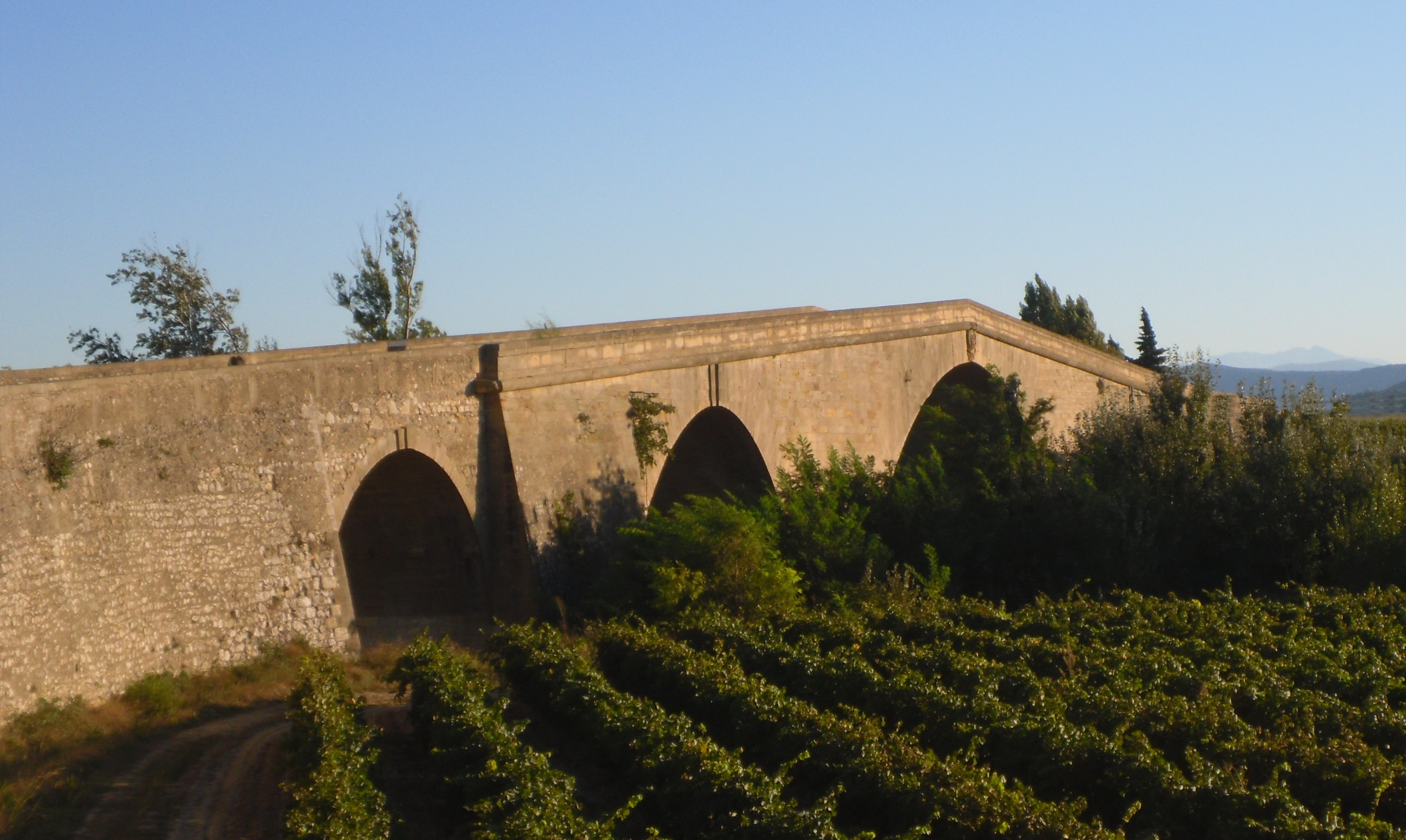
Pont des États du Languedoc.
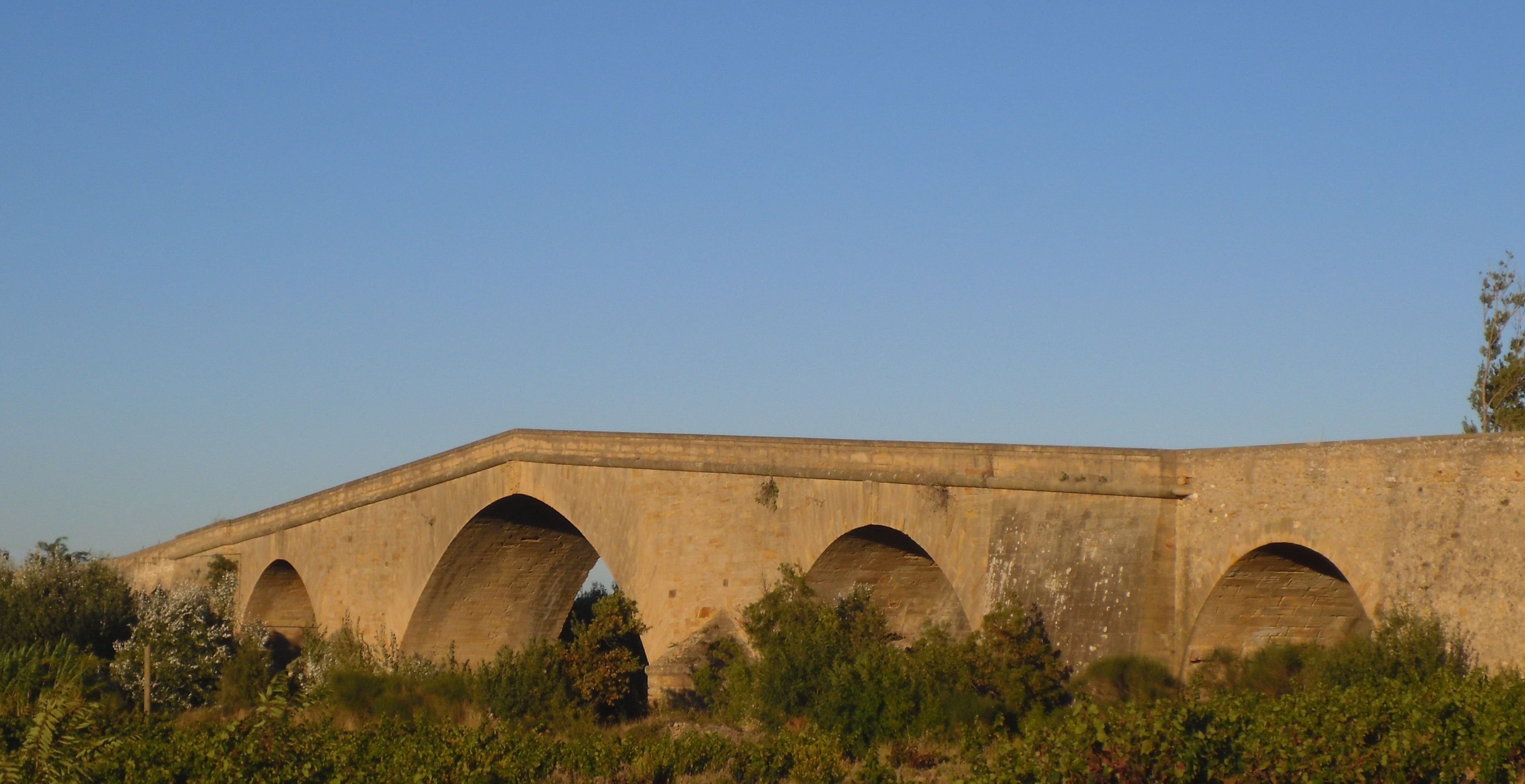
Pont des États du Languedoc.
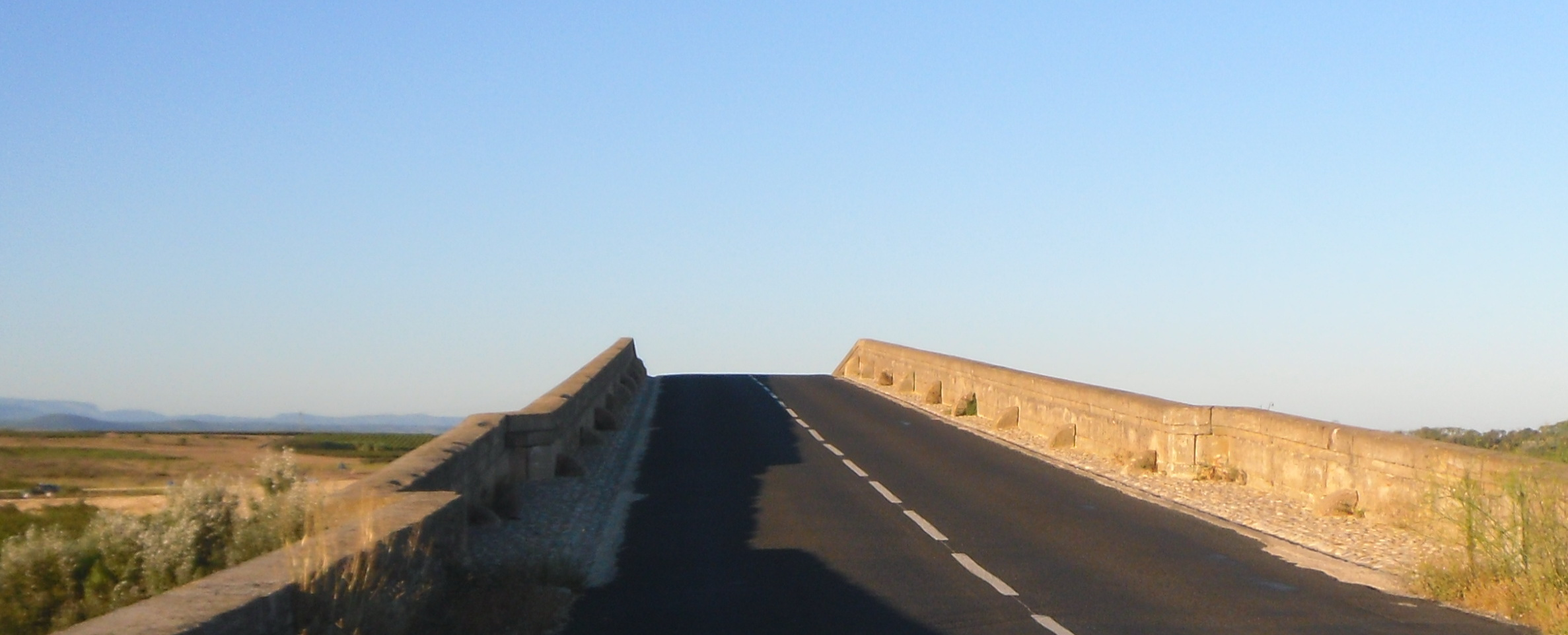
Pont des États du Languedoc.
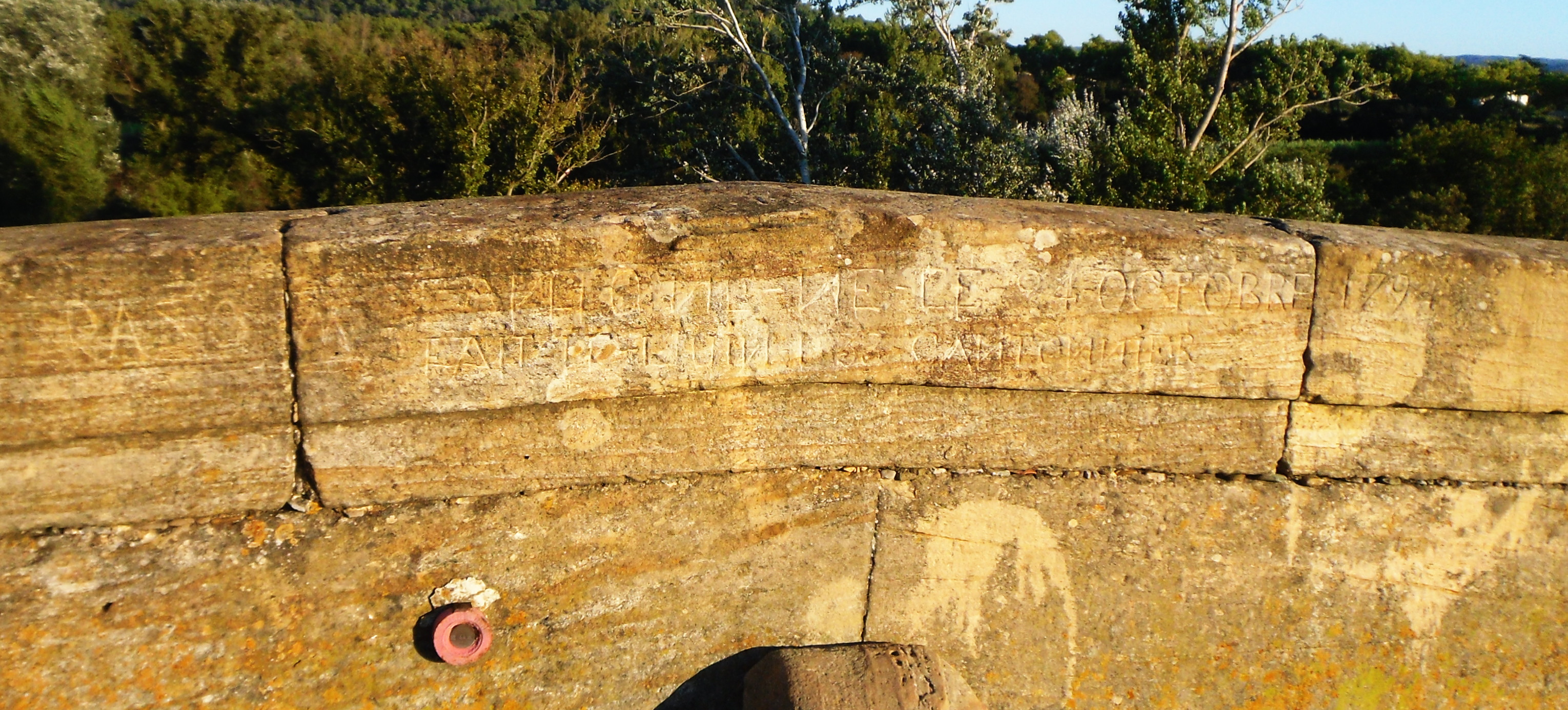
Pont des États du Languedoc.
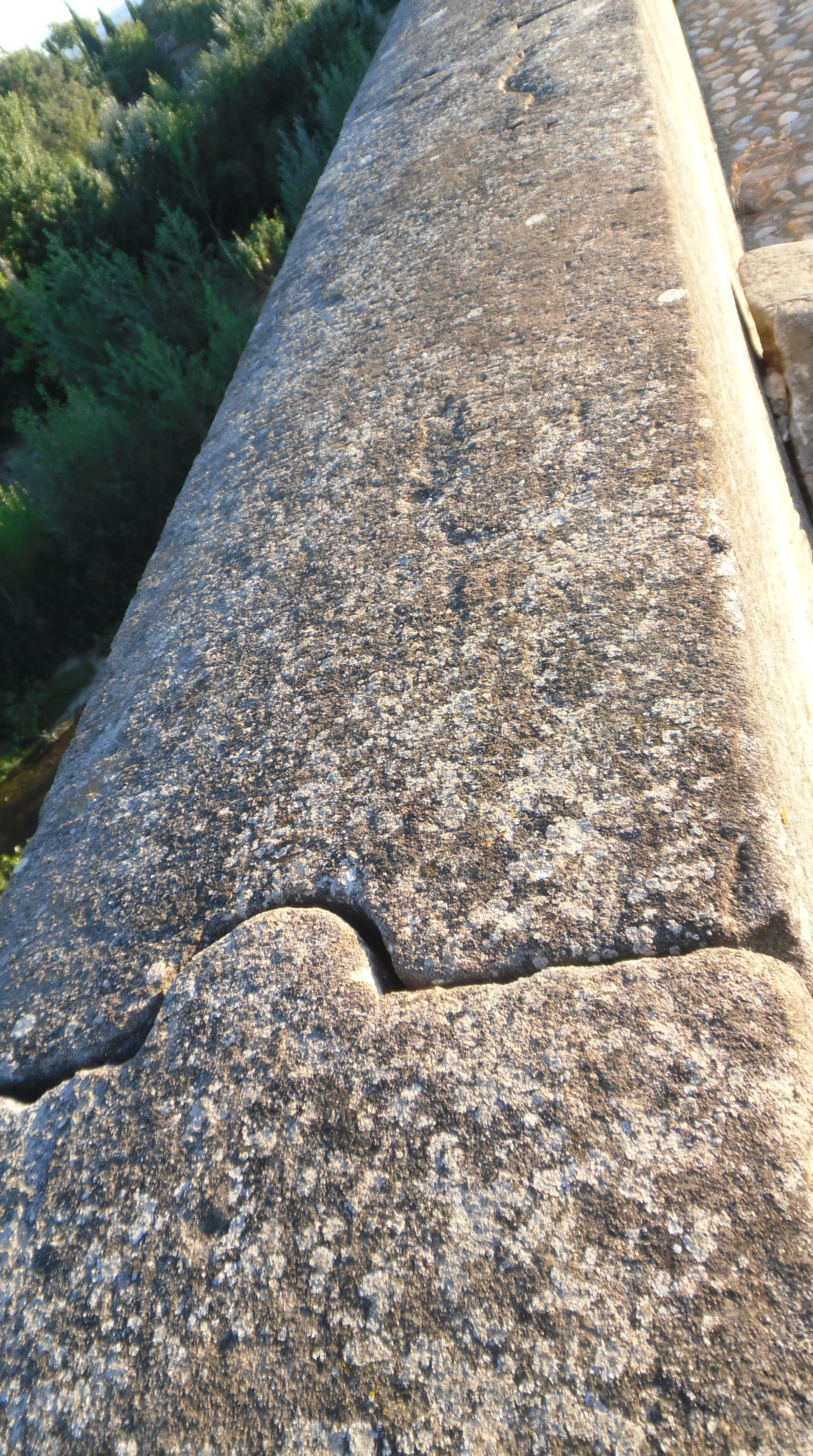
Pont des États du Languedoc.
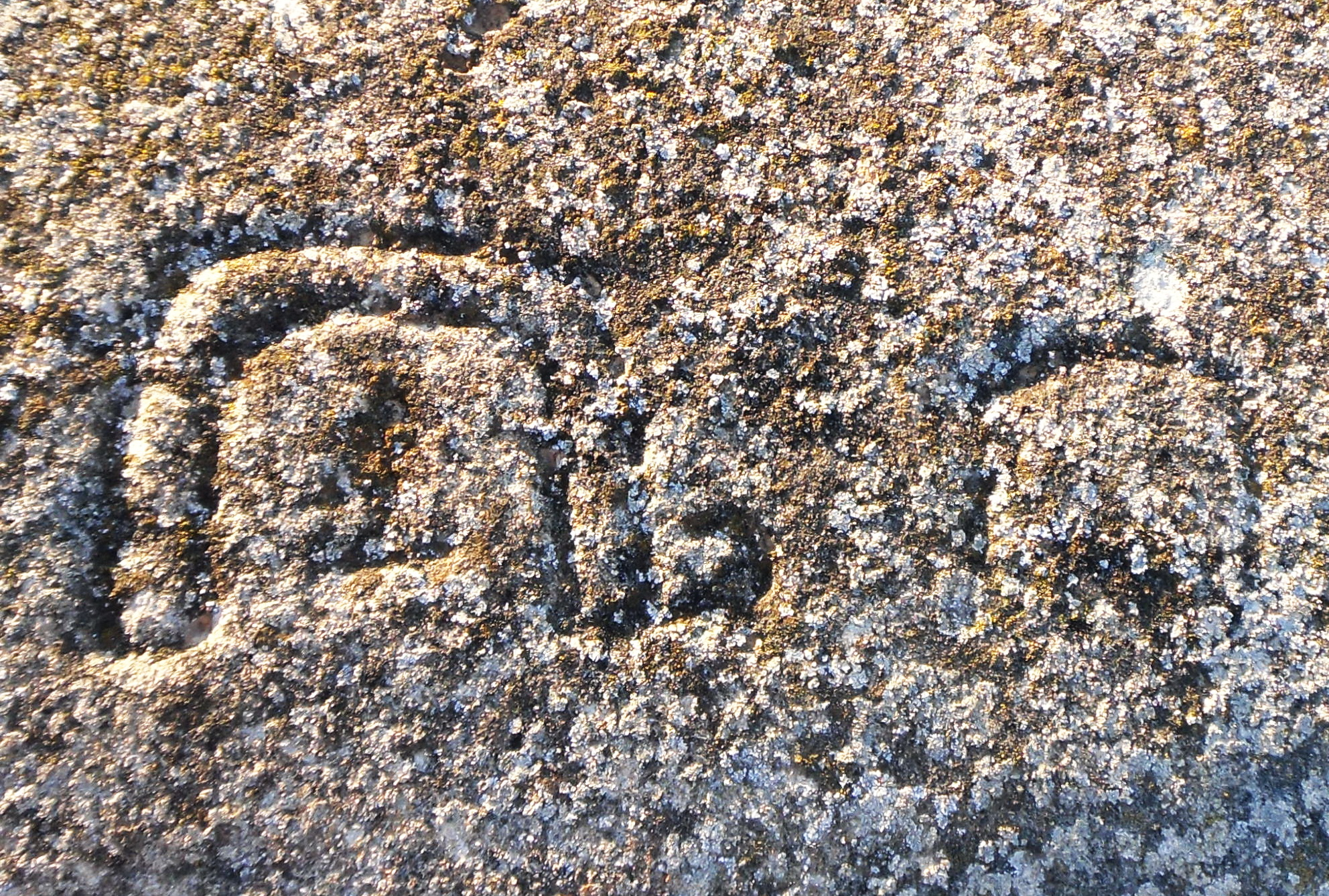
Pont des États du Languedoc.
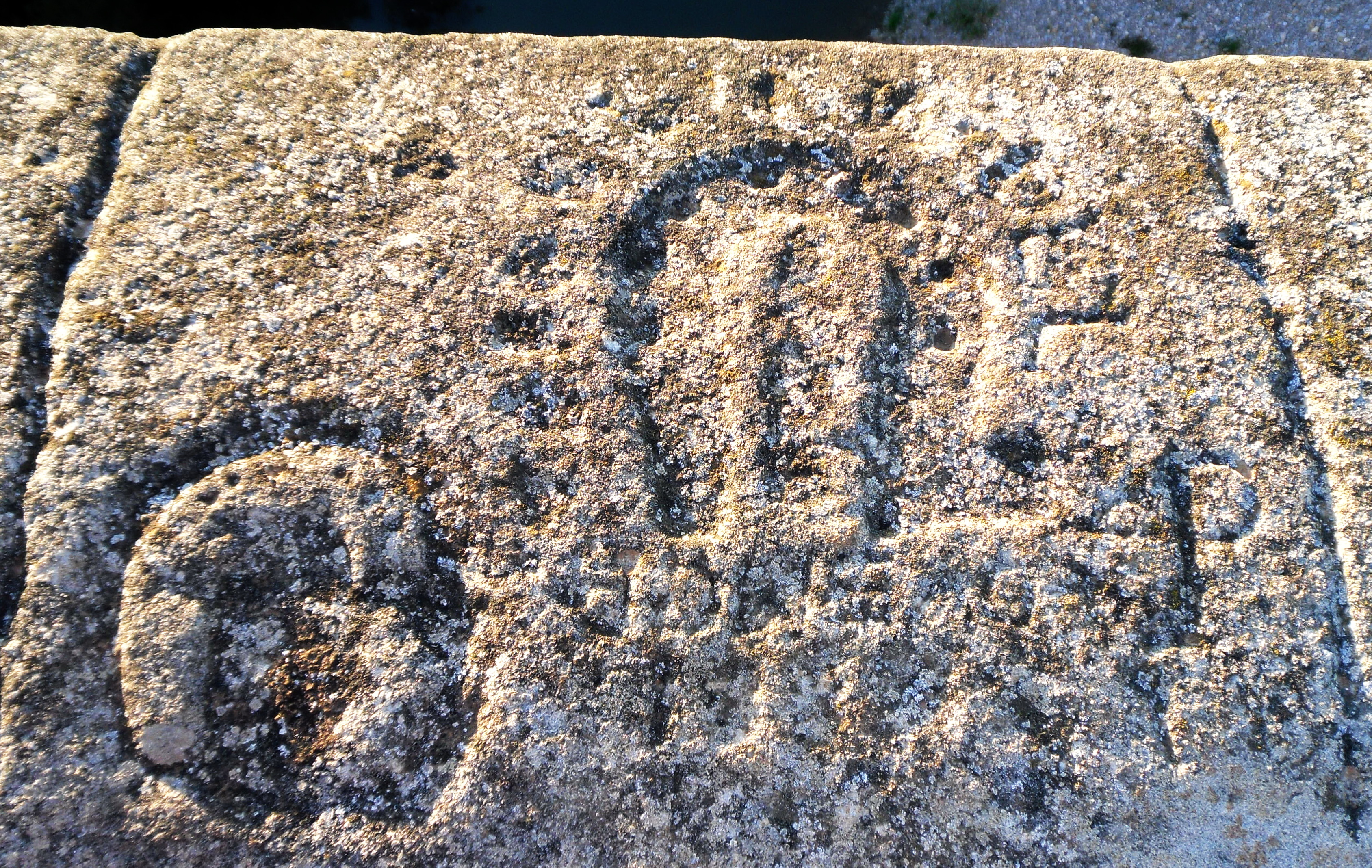
Pont des États du Languedoc.
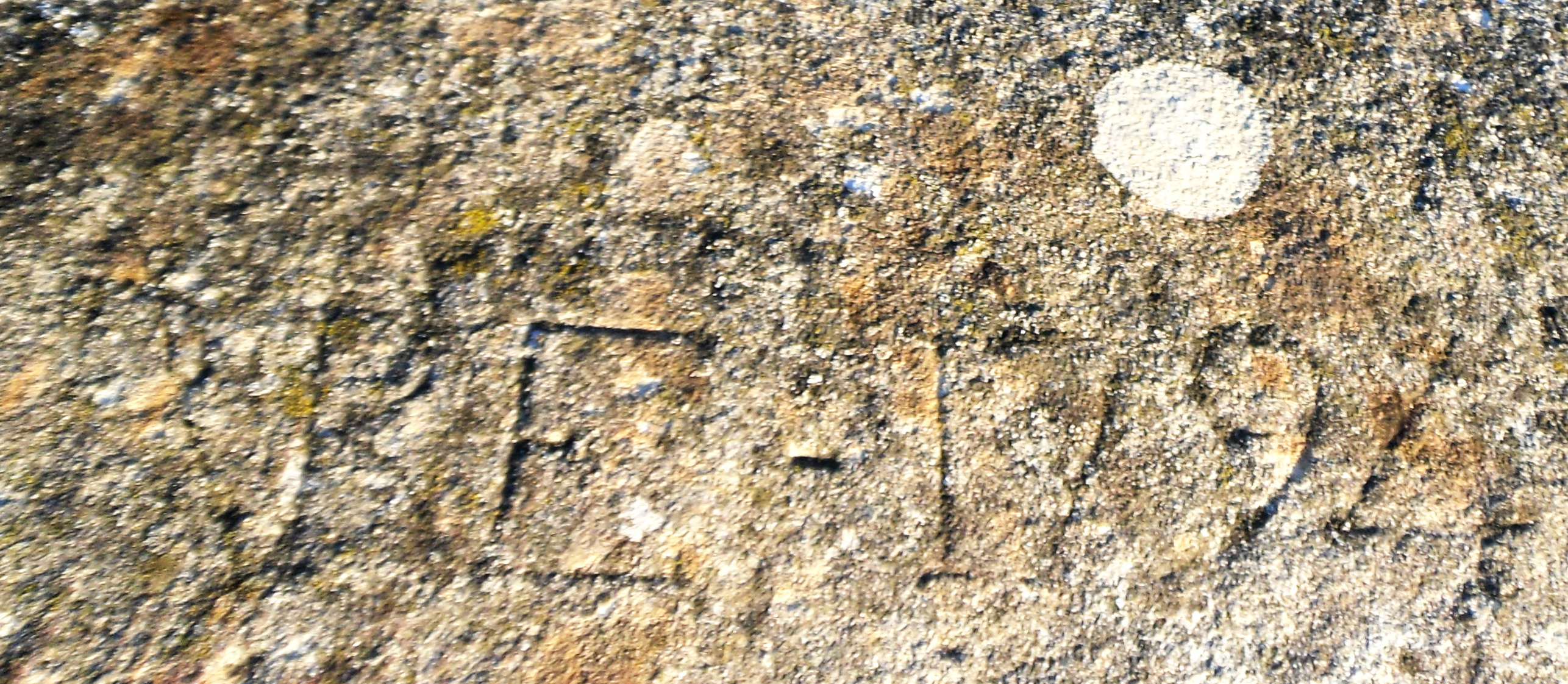
Pont des États du Languedoc.
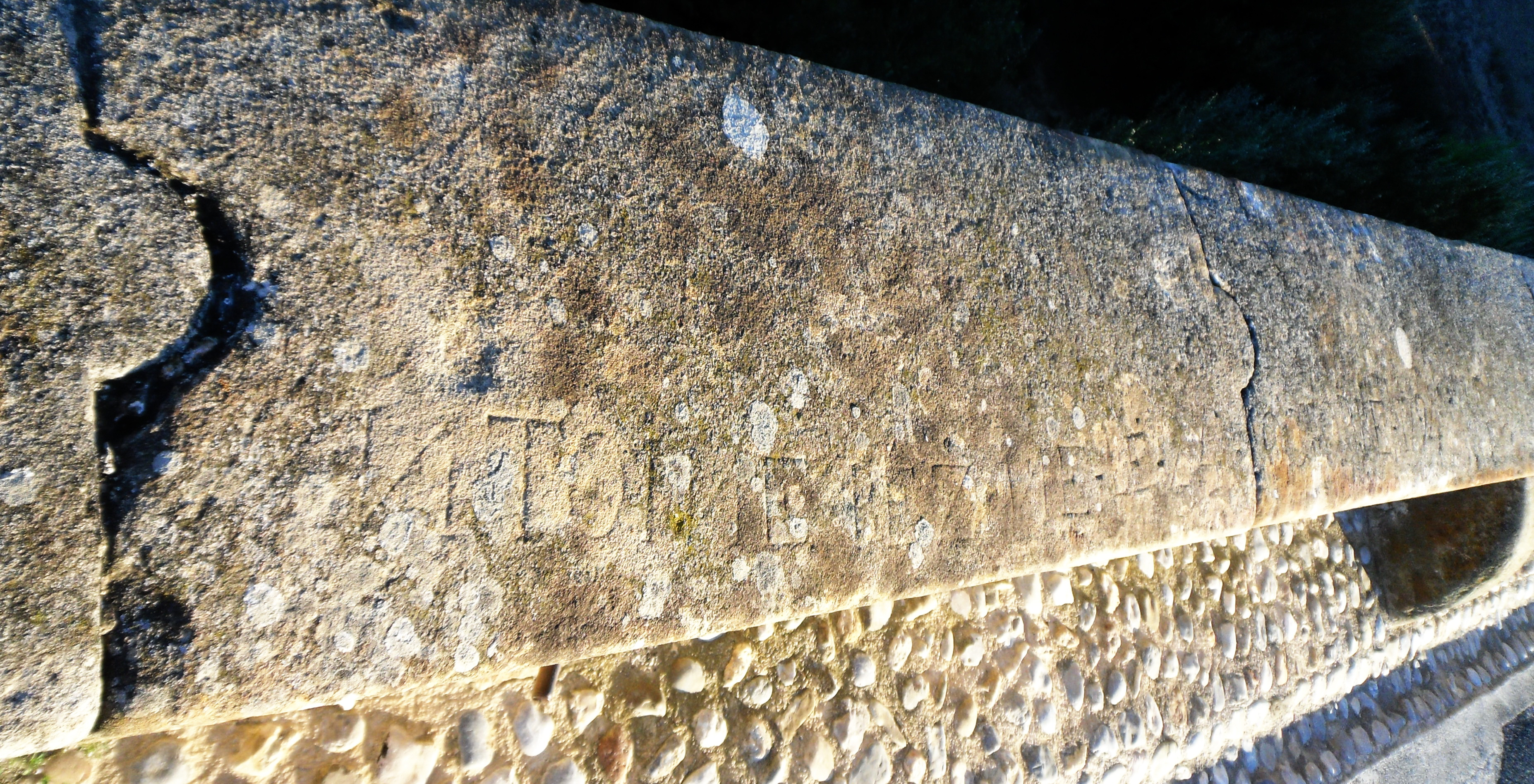
Pont des États du Languedoc.
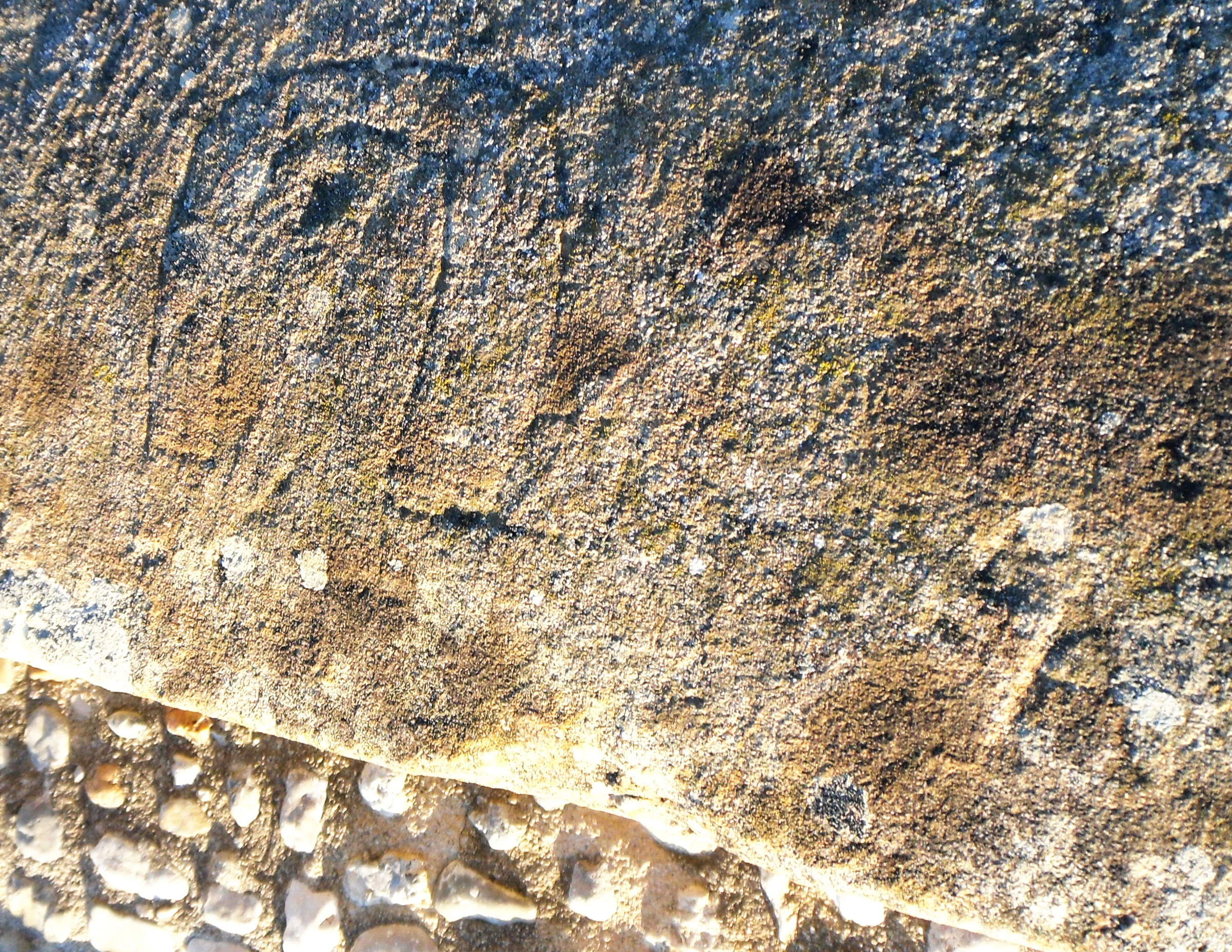
Pont des États du Languedoc.
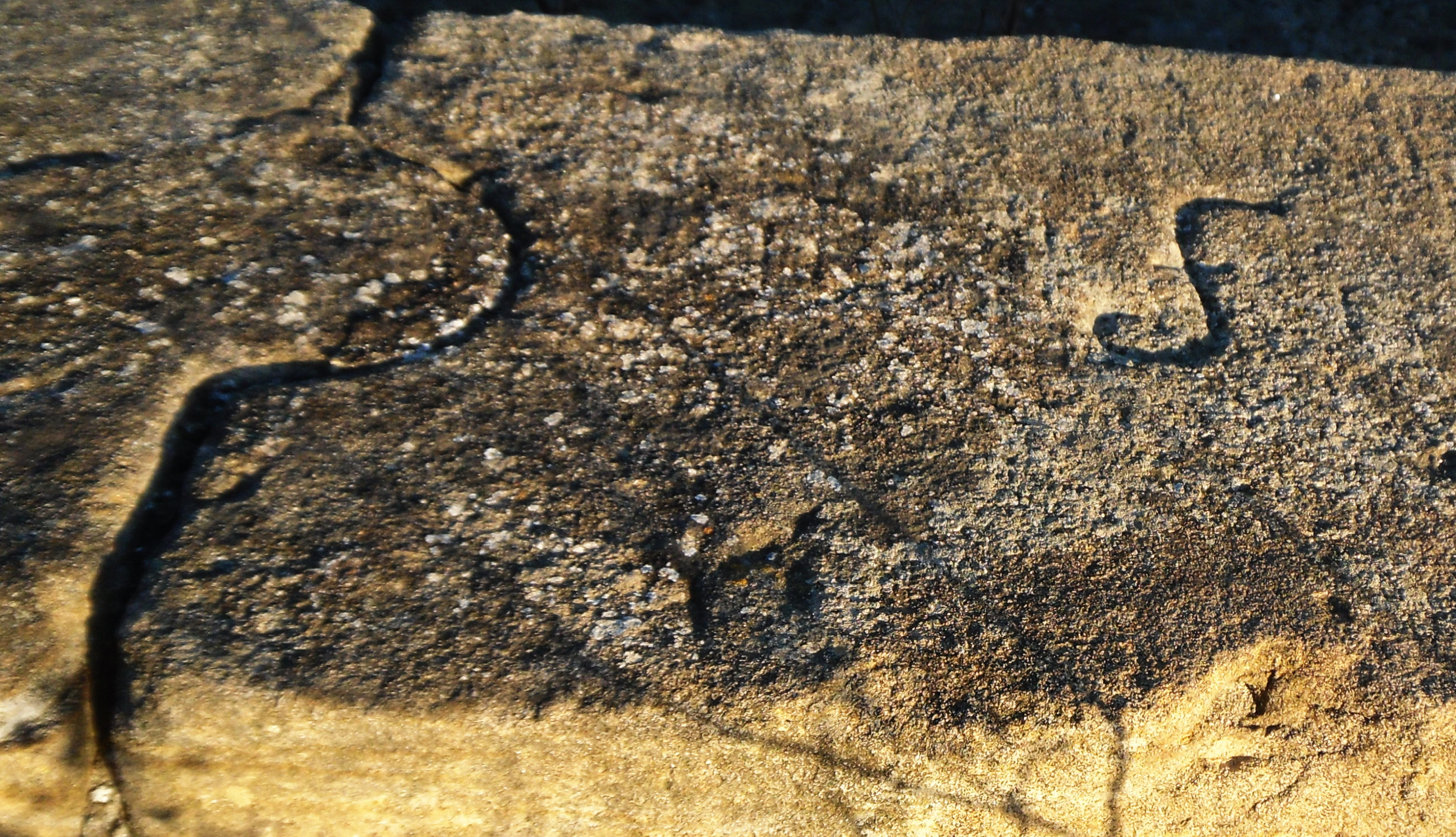
Pont des États du Languedoc.

### Personnalités liées à la commune
- Antoine Aymard (1773-1861), baron d'Empire et pair de France, général des armées de la République et de l'Empire, né à Ornaisons, décédé à Paris.
- Adolphe Turrel, (1856-1945), député de l'Aude et ministre des Travaux Publics de 1896 à 1898, né à Ornaisons.
- Matthieu Lagrive (1979), pilote de course de motos, résident du village.
- Rémi Casty (1985), joueur de rugby à XIII, international français, a grandi à Ornaisons.

### Héraldique
Comme pour d'autres communes voisines, Ornaisons n'a jamais présenté un blason pour satisfaire aux obligations de l'édit de 1696, ni pour la communauté, ni pour ses habitants. Alors, faute d'armes propres, on a repris des armes qui associent les deux précédentes familles, seigneurs et barons d'Ornaisons : celles des Louet, qui portent au centre celles des Nogaret.
Le blason se lit ainsi : Palé d'azur et de gueules, semé de roses d'or brochant sur les pals, qui est de Louet, sur le tout, d'argent au noyer de sinople, qui est de Nogaret.
| Blason de Ornaisons | Blason  | Palé d'azur et de gueules, semé de roses d'or brochantes sur les pals, sur le tout d'argent au noyer de sinople. |
| Blason de Ornaisons | Détails | Le statut officiel du blason reste à déterminer.                                                                 |

## Pour approfondir